# Кастрохеріс
Кастрохеріс (ісп. Castrojeriz) — муніципалітет в Іспанії, у складі автономної спільноти Кастилія-і-Леон, у провінції Бургос. Населення — 882 особи (2010).
Муніципалітет розташований на відстані близько 210 км на північ від Мадрида, 37 км на захід від Бургоса.
На території муніципалітету розташовані такі населені пункти: (дані про населення за 2010 рік)
- Кастрохеріс: 567 осіб
- Інестроса: 56 осіб
- Вальбонілья: 71 особа
- Вальюнкера: 41 особа
- Вільясілос: 103 особи
- Вільявета: 44 особи

## Демографія
Динаміка населення (INE ):

## Галерея зображень

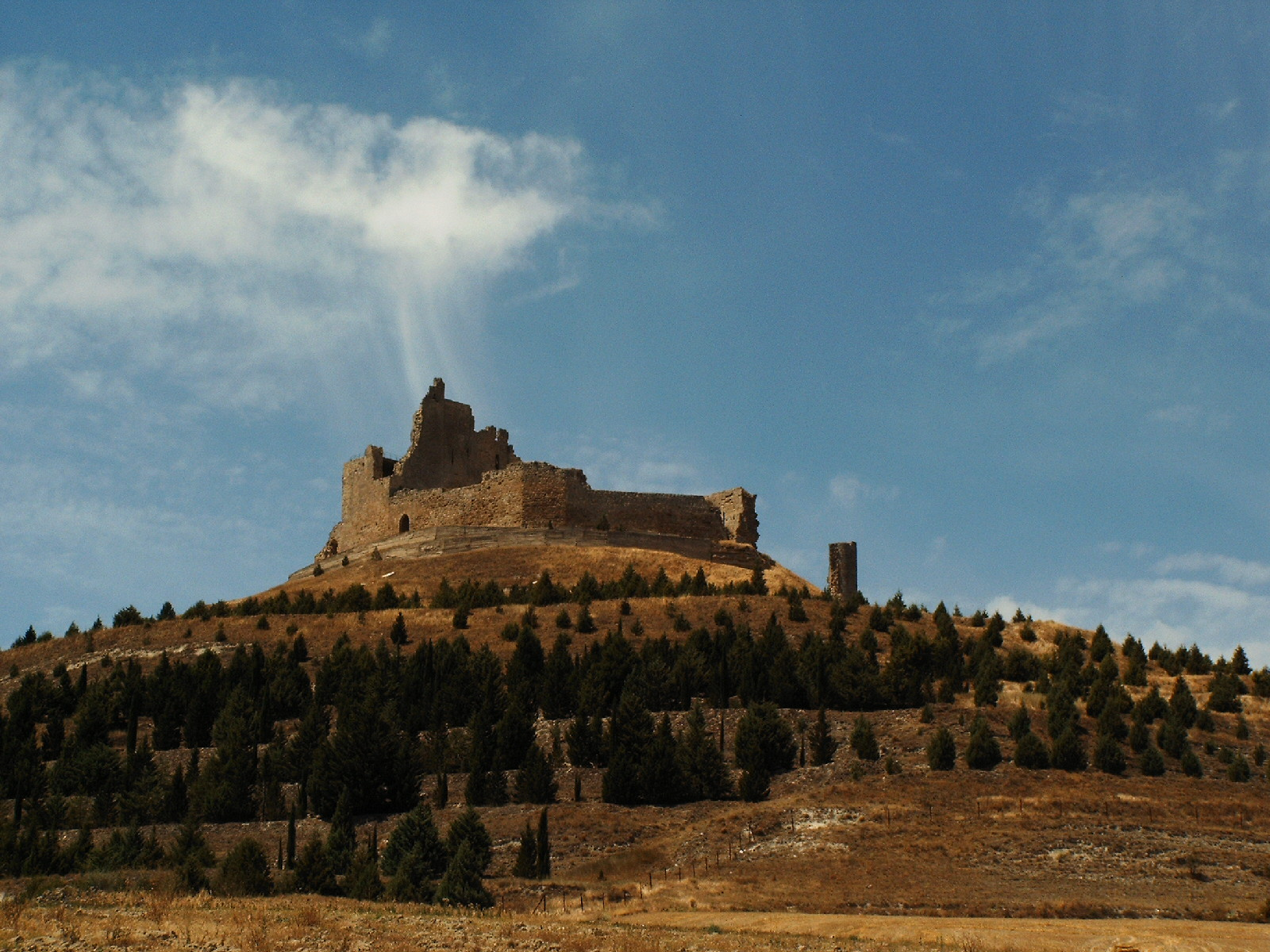
Руїни замку